# Nachsendeauftrag
Ein Nachsendeauftrag (auch Nachsendeservice, früher Nachsendeantrag) ist ein Auftrag eines Postempfängers an ein Postunternehmen, seine Postsendungen im Fall eines Anschriftswechsel an eine neue Anschrift weiterzuleiten. Weitere Gründe können vorübergehende Abwesenheit, Sterbefall, Insolvenzfall und Betreuungsfall darstellen. Nachsendeaufträge sind in Deutschland, Österreich und der Schweiz entgeltpflichtig und zeitlich begrenzt.

## Historische Entwicklung
Vor 2003 war die Nachsendung von Postsendungen kostenfrei, wenn man seinen Wohn- oder Aufenthaltsort veränderte und eine Nachsendung beantragte. Der Absender konnte die Nachsendung durch eine Vorausverfügung untersagen. Nachgesandt wurden z. B. gewöhnliche und eingeschriebene Briefsendungen, Post- und Zahlungsanweisungen, Postzustellungsaufträge, aber auch Werbesendungen. Für nachgesandte Pakete und Wertsendungen wurde Porto nachberechnet. Besondere Vorschriften gab es beim Umzug ins Ausland. Seit 1993 verlieren Nachsendeanträge nach einer bestimmten Frist ihre Gültigkeit.

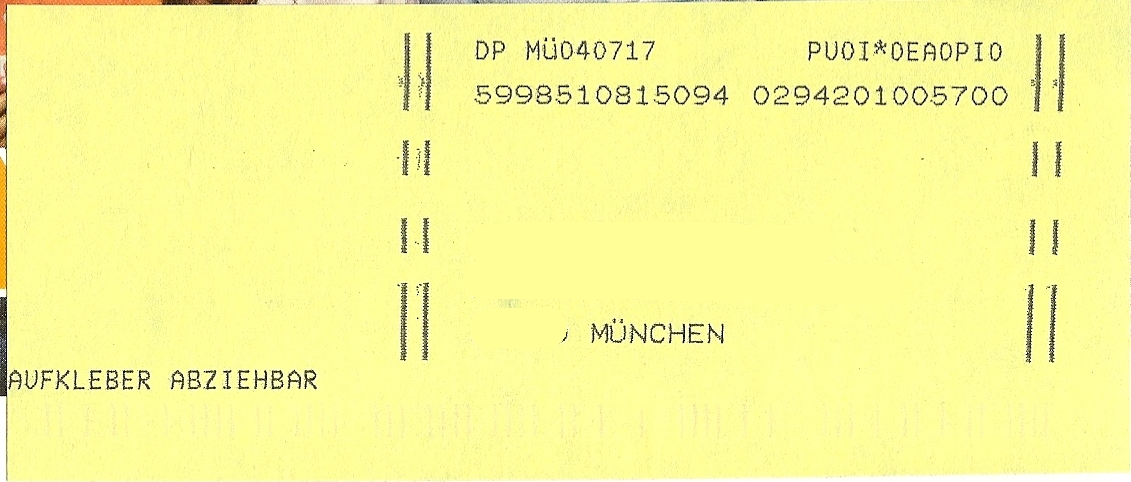
Aufkleber für die neue Zustelladresse bei bestehendem Nachsendeauftrag (Anschrift hier unkenntlich gemacht)

Seit 2003 ist der Nachsendeservice bei der Deutschen Post AG entgeltpflichtig. Neben der Nachsendung von Briefen kann der Auftrag für Pakete und Päckchen gegen einen Aufpreis erweitert werden.

## Situation in Deutschland

Formular zur Erteilung eines Nachsendeauftrages bei der Deutschen Post AG.

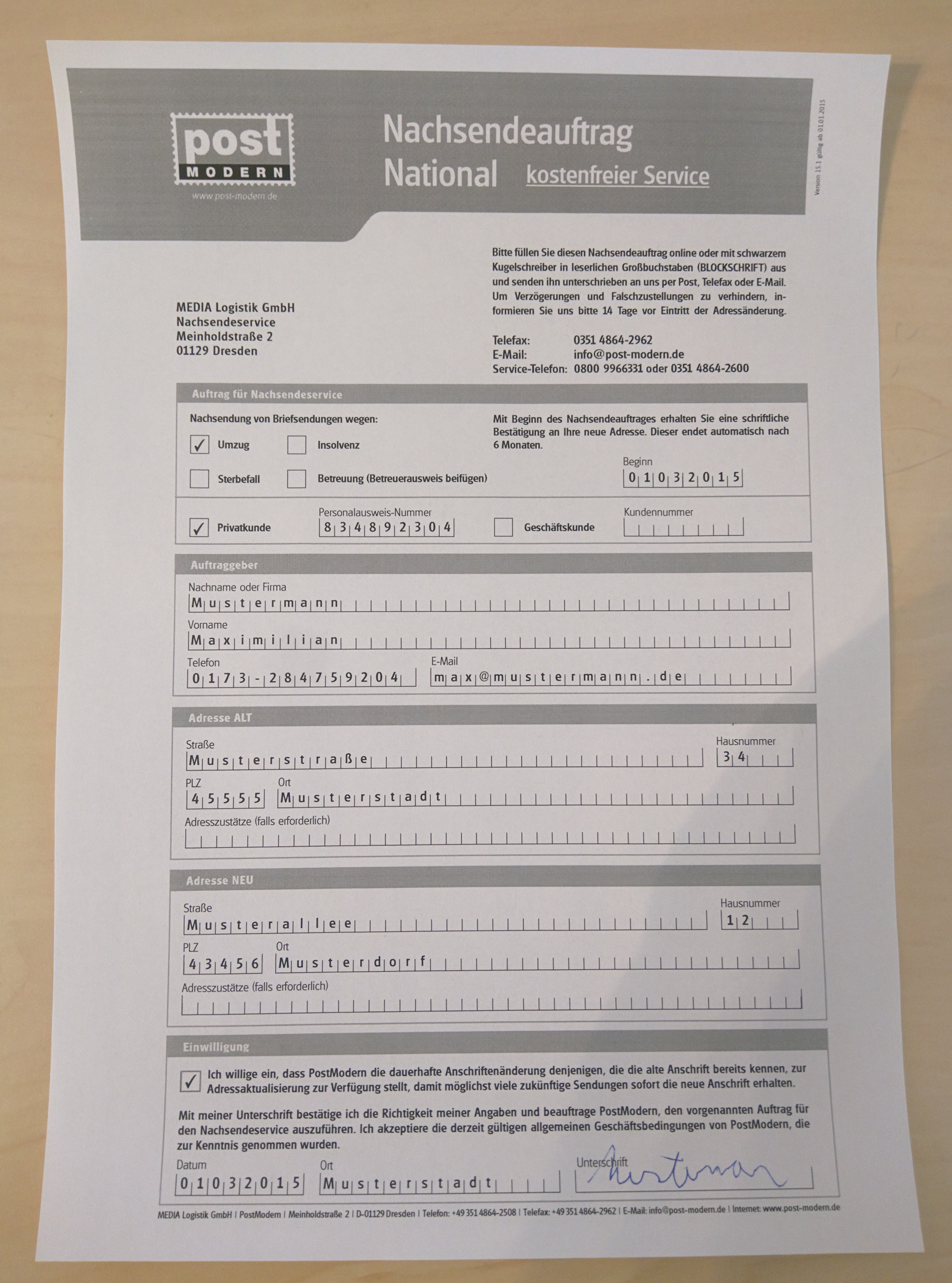
Nachsendeauftrag bei PostModern

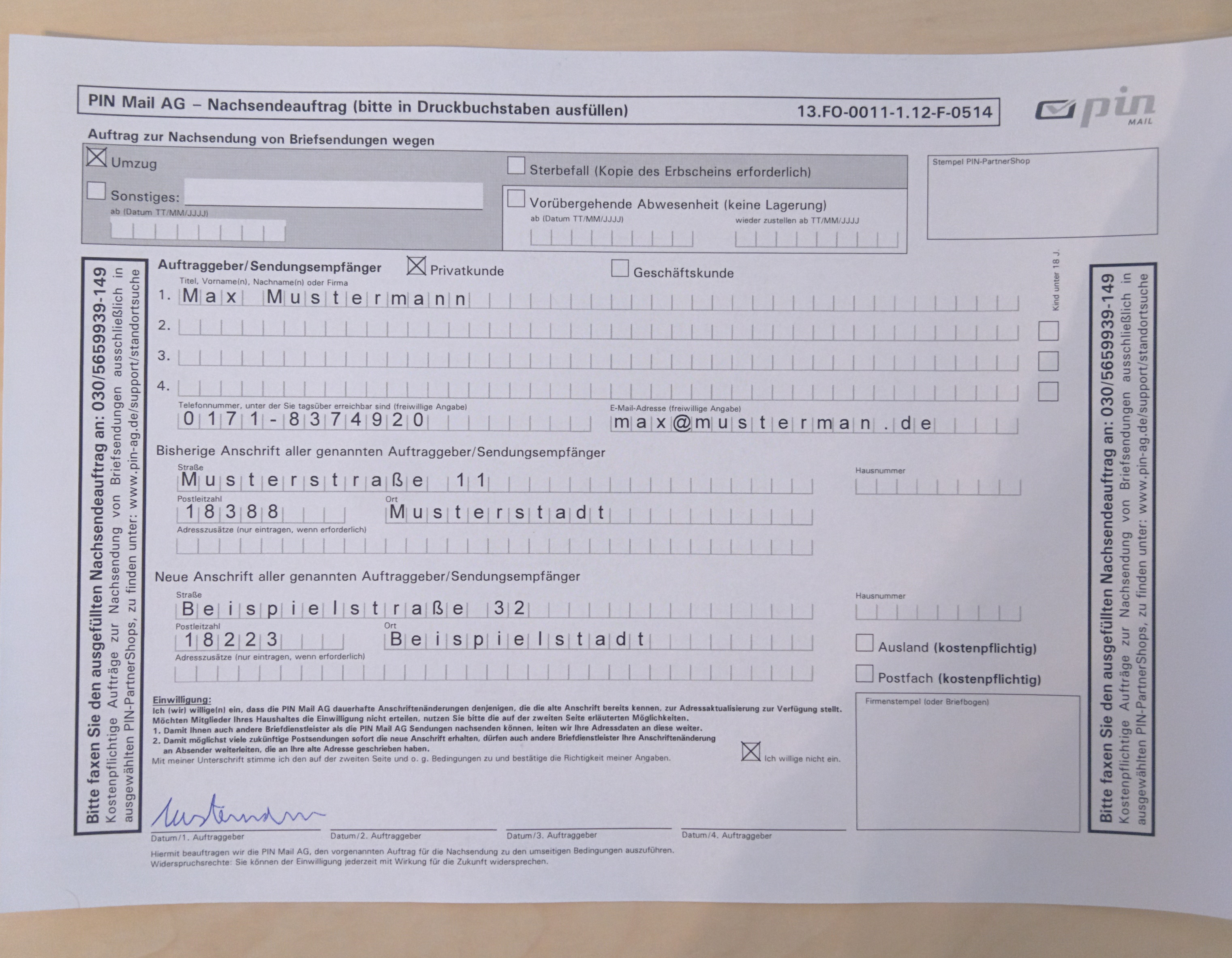
Nachsendeauftrag Pin AG

Seit 2025 zahlen Privatkunden bei der Deutschen Post AG 31,90 € für sechs Monate (online) bzw. 34,90 € (Filialpreis) sowie Geschäftskunden 51,90 € bzw. 54,90 € (Filialpreis) für sechs Monate. Der Auftrag benötigt fünf Werktage Vorlauf. Für Privatkunden ist unter bestimmten Voraussetzungen eine Nachsendung ab dem folgenden Werktag per Nachsendeservice mit Eilauftrag für 10,00 € zusätzlich möglich. Seit Anfang 2025 ist ein Nachsendeauftrag aufgrund der rücklaüfigen Nachfrage nur noch für sechs Monate buchbar.
Pro Jahr erhält die Deutsche Post AG so ca. 4 Mio. Umzugsadressen von Privatpersonen. Auf Basis der Preisliste ist das ein jährliches Umsatzvolumen von mindestens 60 Mio. Euro. 
Auch Mitbewerber der Deutschen Post wie die PIN AG bieten Nachsendeaufträge an – teils kostenlos, aber auf die entsprechenden Zustellgebiete begrenzt. 
Die Deutsche Post AG übergibt Umzugsinformationen an Konkurrenten auf Nachfrage, wenn dies bei dem Nachsendeauftrag nicht ausgeschlossen wurde. Eine Einrichtung des Nachsendeauftrags direkt bei anderen Zustellern über die Deutsche Post AG ist nicht möglich. Dieser Service wird kostenpflichtig jedoch von privaten Dienstleistern angeboten, welche abhängig vom Adressgebiet eines Empfängers die Nachsendung bei den im Adressgebiet operierenden Zustellern beantragen. Diese Praxis ist umstritten. Verbraucherschützer und die Post AG warnen offiziell vor dem Angebot von Drittanbietern. Derartige Angebote finden sich auf prominenten Werbeplätzen bei Google. nachsenden.info bietet Privatleuten für sechs Monate eine Postnachsendung für 132,90 Euro und damit rund zum vierfachen Preis dessen an, was der alleinige Nachsendeauftrag bei der Deutschen Post kostet (Stand 07/2025).
Eine Nachsendung kann durch eine entsprechende „Vorausverfügung“ vom Absender ausgeschlossen werden.
Zeitungen und Zeitschriften werden nicht nachgesandt, nur Streifbandzeitungen (Zeitungen, Zeitschriften in adressierten, freigemachten Hüllen, ausgenommen Postvertriebsstücke). Außerdem sind bei Nachsendungen im Inland Dialogpost ohne Umhüllung (zum Beispiel Kataloge oder Broschüren), Express-Sendungen und Pressesendungen ausgenommen. Die Nachsendung von Dialogpost, Warensendungen, Werbeantworten, Pressepost, Briefen mit den Zusatzleistungen Nachnahme und Wert, Postident sowie Paketen, Päckchen und Express-Sendungen in das Ausland ist ausgeschlossen. Die ausländische Postgesellschaft kann unter Umständen ein Nachentgelt einziehen.

### Nachsendeaufträge und Adressaktualisierung
Bei der Deutschen Post AG kostenpflichtig angegebene Nachsendeaufträge bilden, wenn man dem nicht widerspricht (Papier) bzw. es abwählt (Online), die Basis des Geschäftsmodells der Deutschen Post Adress. Das Unternehmen ist ein Joint Venture von Deutsche Post und Bertelsmann. Es aktualisiert Kundendatenbanken interessierter Unternehmen, indem es Unternehmen die Kunden-Anschriften in aktualisierter Form mitteilt.

## Situation in Österreich
Der Nachsendeauftrag der Österreichischen Post AG ist entgeltpflichtig und zeitlich begrenzt auf maximal ein Jahr. Er kann auf bis zu vier Familienmitglieder oder Mitbewohner ausgedehnt werden, die an derselben Anschrift wohnhaft sind. Es wird unterschieden zwischen privaten oder geschäftlichen Nachsendeaufträgen und nach Art des Nachsendeauftrages: Umzug, Vorübergehend oder Urlaub.
Die Formulare für Nachsendeaufträge enthalten 2011 eine Klausel, mit der der Auftraggeber die Einwilligung erteilt, dass seine persönlichen Daten an Adressverlage und Direktmarketingunternehmen weitergegeben werden dürfen.
In der Branche der österreichischen Adresshändler gehört die Post zu den großen Anbietern auf dem Markt.

## Situation in der Schweiz
Privatkunden zahlen für die Adressänderung im Inland am Schalter oder am Telefon veranlasst 42 Franken oder online 30 Franken. Nachsendungen ins Ausland kosten am Schalter oder am Telefon veranlasst 102 Franken oder online 90 Franken.
Die vorübergehend gültige Nachsendung bei Ferienabwesenheit kostet am Schalter oder am Telefon veranlasst 22 Franken oder online 10 Franken. Jede zusätzliche Woche kostet weitere vier Franken.